# Kap Spartel

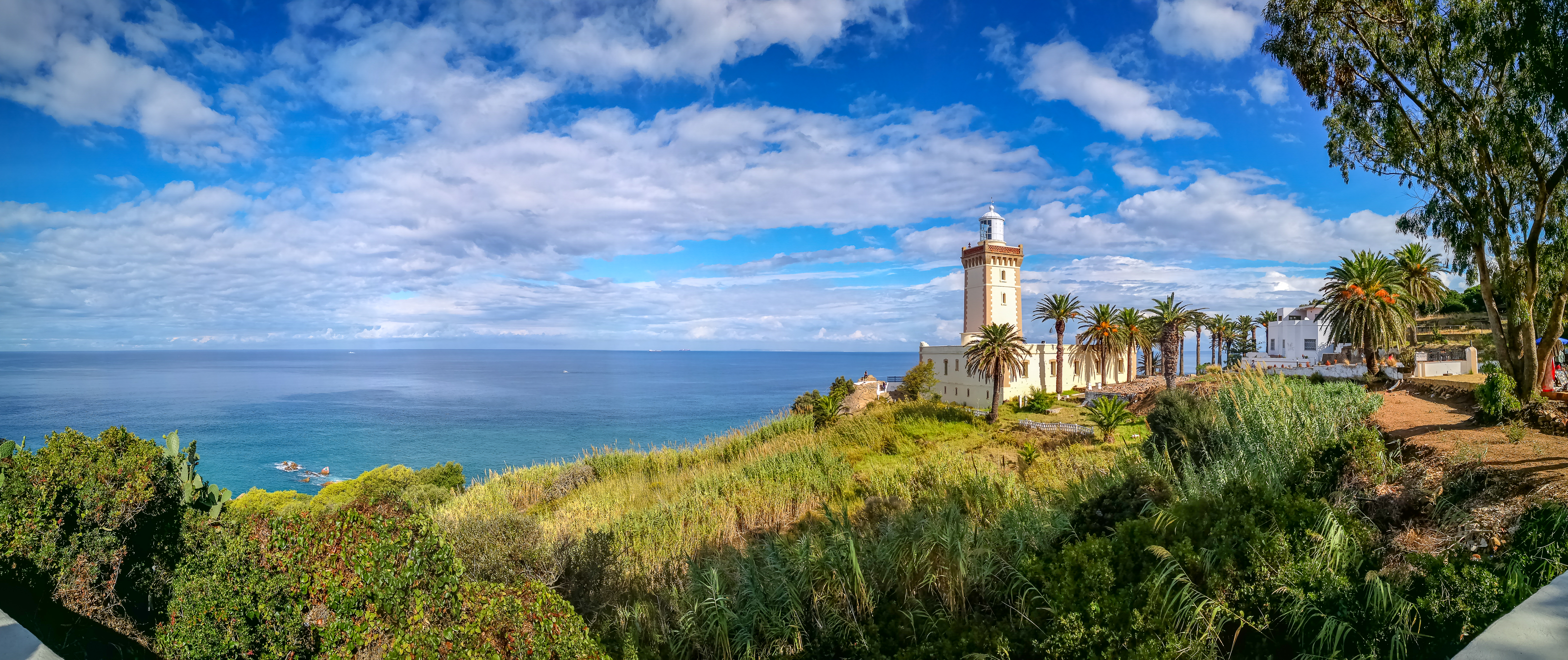
Kap Spartel mit Leuchtturm (2018)

Kap Spartel (رأس سبارتيل Ras Sbartil) ist ein Vorgebirge in Marokko mit 300 Meter Höhe über dem Meeresspiegel am Eingang zur Straße von Gibraltar. Es ist der nordwestlichste Punkt Afrikas.

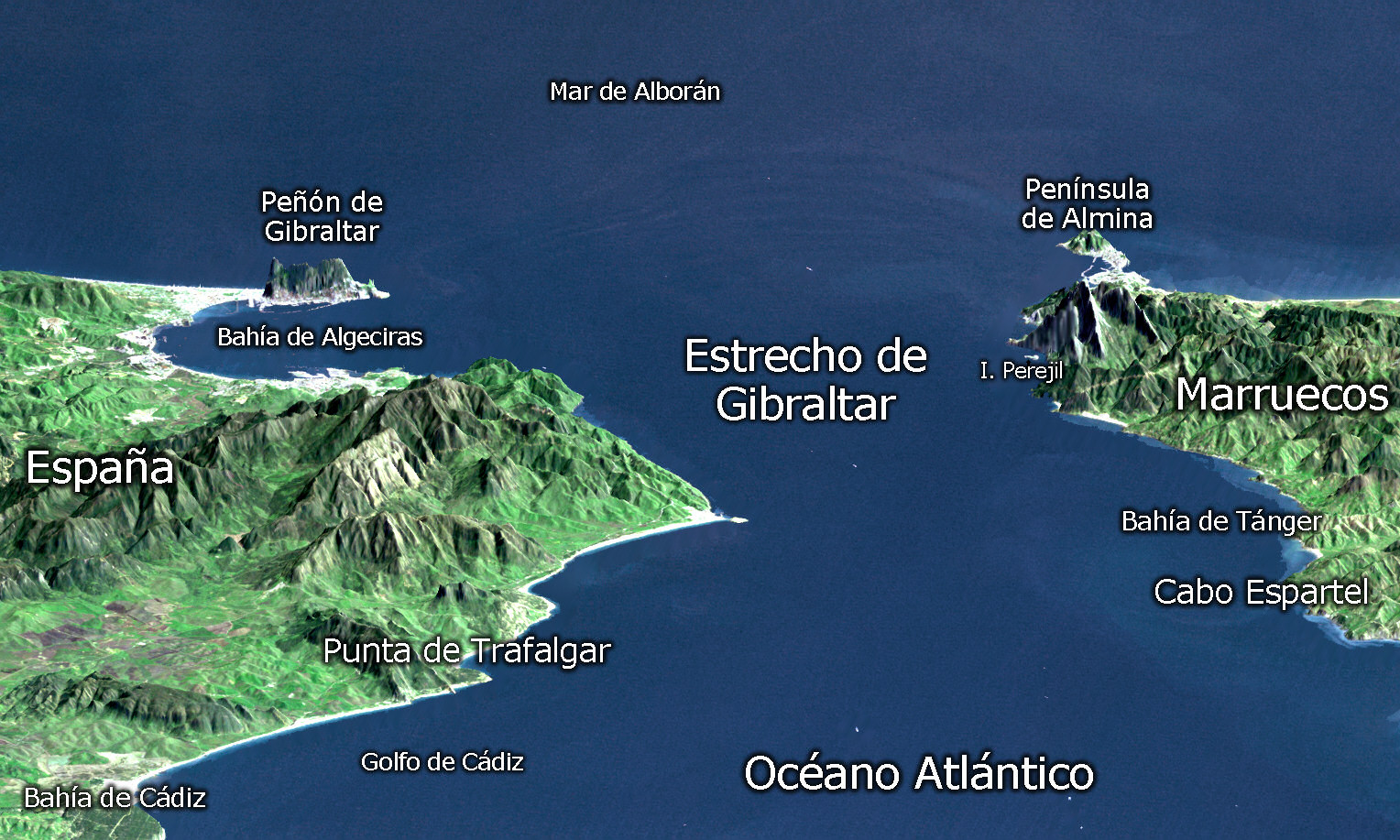
Karte des Gebiets

Vor dem Kap kam es am 20. Oktober 1782 zur Schlacht am Kap Spartel, bei der sich im Rahmen des amerikanischen Unabhängigkeitskrieges  eine britische und spanisch-französische Flotte gegenüberstanden.
In der Nähe des Kaps befindet sich die Herkulesgrotte.

## Der Leuchtturm
Die schwierigen Strömungs- und Windverhältnisse am Kap führten in den Jahren 1841 bis 1852 zum Untergang von 7 Handelsschiffen. Als Reaktion wurde erstmals der Bau eines Leuchtturms am Kap vorgeschlagen – sowie die Gründung einer internationalen Gesellschaft zu seinem Bau und Betrieb. Als 1860 eine brasilianische Fregatte am Kap zerschellte, wurde der Vorschlag aufgegriffen und am 20. November 1861 in Madrid ein entsprechender Vertrag unterzeichnet.
Die internationale Gesellschaft war ein Beispiel, wie die Großmächte ab der Mitte des 19. Jahrhunderts außerhalb Europas Instrumente der indirekten Herrschaft einführten.
Der viereckige Leuchtturm wurde 1864 in Betrieb genommen. Als Kennung gibt er alle 20 Sekunden ein weißes Aufblitzen. Seine Reichweite beträgt etwa 30 nautische Meilen.
Die Spartel-Organisation wurde zwei Jahre nach der Unabhängigkeit Marokkos, am 31. Mai 1958, aufgelöst.